# Нация ислама
«Нация ислама» (англ. Nation of Islam, NOI) — политическое и религиозное чёрное националистическое движение афроамериканцев, основанное в 1930 году в Детройте, штат Мичиган, Уоллесом Фардом Мухаммадом.
НИ утверждает, что происходит от «первоначальных членов племени Шабазз из Потерянной нации Азии» (Тайнетта Мухаммад, 1996). Вероучение «Нации ислама» сильно отличается от традиционного ислама, хотя основано на его ценностях. Основная цель организации — улучшение духовного, социального и экономического положения афроамериканцев в Соединённых Штатах и во всём мире. Американской прессой обвиняется в чёрном расизме, а рядом авторов и организаций — в экстремизме и демонстративном антисемитизме.
После исчезновения Фарда Мухаммеда в июне 1934 года «Нацию ислама» возглавил Элайджа Мухаммад, который установил новые места поклонения, такие как Исламский университет имени Мухаммеда, ряд предприятий, хозяйств и недвижимого имущества в Соединённых Штатах и за рубежом, а также стал самым известным лидером организации. Под его опекой видное место в организации занял и известный идеолог и борец за права чернокожих Малкольм Икс. Сын Элайджи — Варит Дин Мухаммед — и Малкольм Икс отреклись от идеологии «Нации ислама» в пользу ислама суннитского толка, так как основные ценности ислама противоречат националистической идеологии в любой форме.
После публичного раскола между Элайджей Мухаммедом и Малкольмом Иксом в 1964 году началась многолетняя борьба за власть, по итогу которой главой НИ стал Луис Фаррахан. Главная штаб-квартира находится в храме «Нации ислама», мечети Марьям в Чикаго.
Организацией публикуется газета The Final Call. «Нация ислама» не публикует официальную информацию о количестве своих членов, однако по оценкам New Yorks Times, их количество колеблется от 20 000 до 50 000 человек, хотя распространено мнение, что их гораздо больше. Абсолютное большинство членов «Нации ислама» находятся в США, существуют также небольшие общества в Канаде, Великобритании, Франции, Ямайке, Тринидаде и Тобаго.
Флаг «Нации ислама» представляет собой белый полумесяц и звезду на красном фоне. Группа называет этот флаг, основанный на флаге Турции, «национальным».

## История

### 1930-е — 1940-е годы

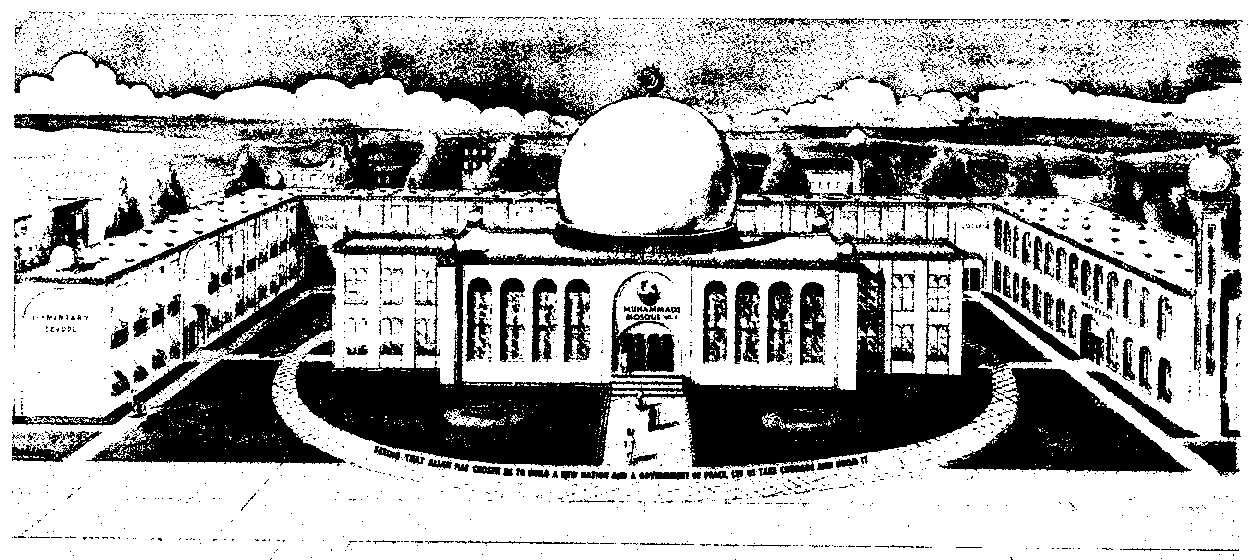
Проект образовательного центра «Нации ислама», 1965

Ислам начал активно распространяться среди афроамериканцев в начале XX века. Они выбрали ислам, а не христианство, так как оно ассоциировалось с превосходством белых, притеснениями чернокожих. Ислам же, наоборот, подчёркивал равенство верующих, взаимовыручку внутри общины, солидарность уммы, которая выше этнических и расовых различий.
«Нация ислама» («НИ») была основана в 1930 году в Детройте, штате Мичиган, Уоллесом Фардом Мухаммадом; новые последователи НИ стали верить, что Фард Мухаммед является Богом в человеческом теле и долгожданным Мессией христиан и Махди мусульман. В годы своего правления Фард Мухаммед заручился поддержкой более 25000 последователей, которые назвали его Пророком. В 1934 году Фарда заменил его приближённый — Элайджа Мухаммед, но из-за разногласий, возникших в храме «Нации ислама» Детройта, он переехал в Чикаго, где основал второй храм. Во время Второй Мировой Войны Элайджа призывал чернокожих уклоняться от призыва в армию, заявив, что США ничего не сделали для них. Во время войны Элайджу обвинили в нарушении правил воинского учёта, и он был заключён в тюрьму, где находился с 1942 по 1946 год.

### 1950-е — 1960-е годы
После освобождения Элайджа немедленно стал развивать организацию, собирая новых членов НИ. Его программа предусматривала создание отдельной чёрной нации и принятие ими религии, основанной на поклонении Аллаху и вере в то, что негры являются новым богоизбранным народом.
Новая организация привлекла внимание известного радикального борца за права чёрных — Малькольма Литтла, который в тот момент пребывал в тюрьме за взлом и кражу. Под влиянием брата Реджинальда, ставшего членом НИ в Детройте, Малькольм бросил курить, азартные игры, отказался от свинины, проводил часы за чтением книг в тюремной библиотеке и развил в себе навыки оратора. После освобождения и вступления в НИ Элайджа приказал Малькольму заменить «рабскую» фамилию Литтл на Х (Икс). Влияние Малькольма в НИ быстро росло, и вскоре он стал священником 11 и 7 храма НИ. Сам Элайджа объявил Малькольма национальным представителем НИ и вторым по рангу после Элайджи. В 1960-е годы организация процветала и набрала более 500 000 последователей. В марте 1964 года Малькольм Икс был насильственно отлучён от «Нации ислама», в следующем же месяце он утверждал, что никогда не покидал НИ по собственной воле, сами представители НИ вступили в сговор с Джозефом в Нью-Йорке, чтобы давить на него и народ.

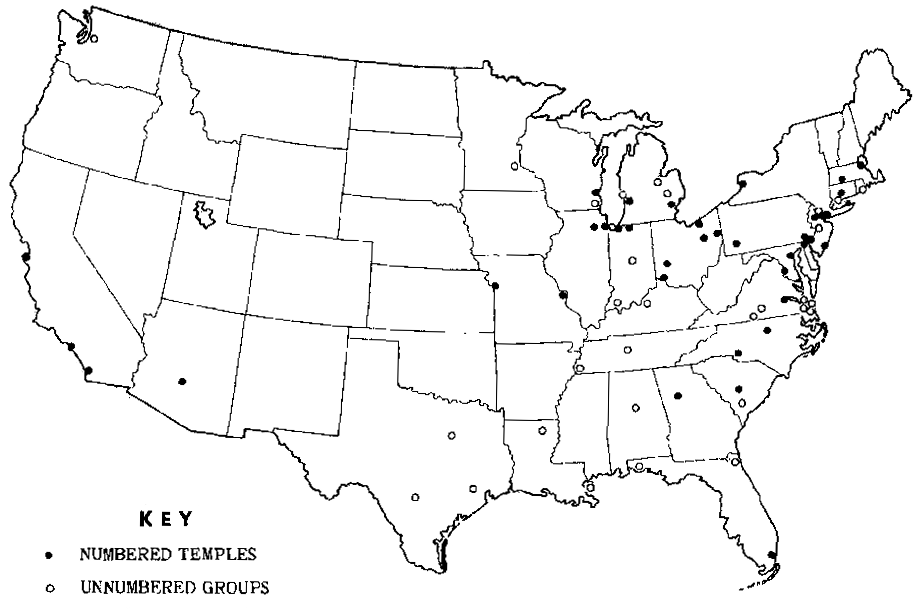
Количество храмов «Нации ислама» по данным на 1965 год

В 1955 году к «Нации ислама» присоединяется Луис Уолкотт и по традиции НИ изменяет свою фамилию на Фаррахан. После отставки Малькольма Икса, который принял традиционный ислам, Луис становится новым священником седьмого храма в Гарлеме, новым представителем НИ и правой рукой Эйладжи Мухаммеда. Как и предшественник, Луис был динамичным, харизматичным лидером и отличным оратором, который был способен обращаться к большим афроамериканским массам.
В том же году молодой боксёр Кассиус Клей нокаутировал Сонни Листона и, став чемпионом мира по боксу в тяжелом весе, заявил, что присоединяется к НИ и берёт новое имя «Мохаммед Али». В соответствии с принципами НИ Али отказался идти на военную службу по призыву армии США, указав, что его религиозные чувства помешали бы принимать участие в войне во Вьетнаме. За это Али на 3 года лишили звания чемпиона и он был отлучён от бокса на территории США. В 1967 году было заведено уголовное дело из-за отказа Али идти в армию, однако после длительного суда Али был оправдан и отпущен.

### 1970-е — 1990-е годы

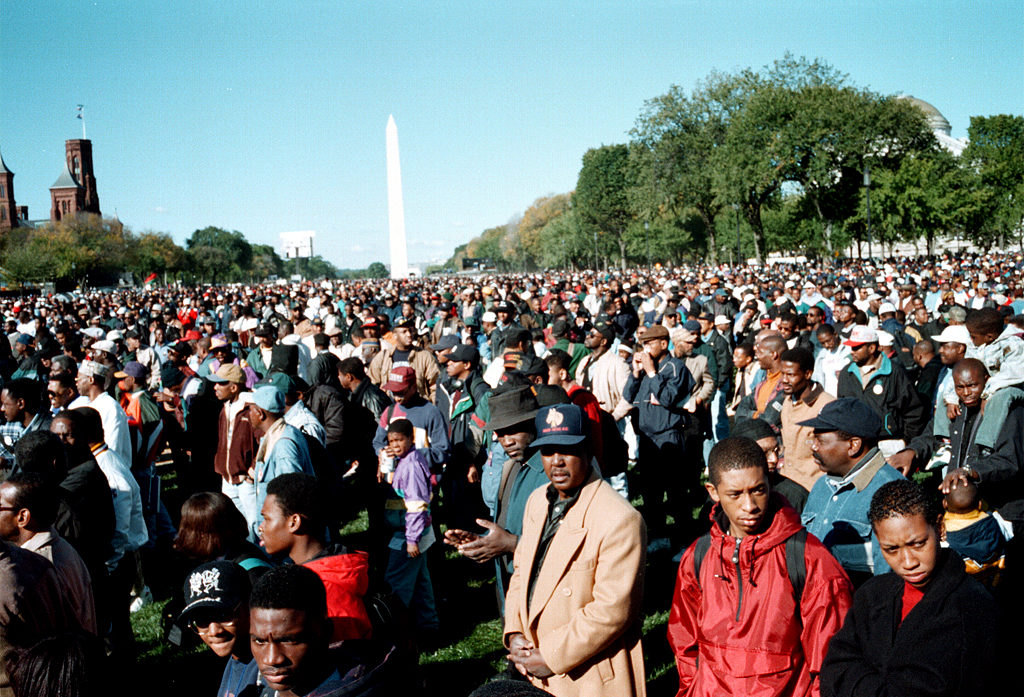
Марш миллиона в Вашингтоне

Руководитель НИ Элайджа Мухаммед умер в 1975 году, на тот момент на территории США располагалось 75 центров НИ. Новым лидером был избран Уоллес Мухаммад, пятый сын Элайджи, Луис Фаррахан остался же верховным священником. Уоллес переименовал «Нацию ислама» в «Мировое сообщество аль-Ислам на Западе» (The World Commmunity of Al-Islam in the West), затем в «Американскую исламскую миссию» (American Muslim Mission), а позже и в «Американское общество мусульман» (American Society of Muslims). В отличие от отца, который за основу вероучения брал превосходство чёрной расы, Уоллес был последователем традиционного ислама и стремился изменить организацию, приобщив её к исламу суннитского толка и очистив от чёрного национализма, он стремился наладить дружеский контакт с основными мусульманскими общинами. Однако Уоллес Мухаммад не сумел добиться нужных результатов и ушёл в отставку 31 августа 2003 года, а его организация была распущена.
В 1977 году Луис Фаррахан, ярый сторонник учений Фарда Мухаммеда, недовольный реформами Уоллеса, подал в отставку и решил воссоздать организацию НИ, основанную на учениях Фарда Мухаммеда и Элайджи Мухаммеда, став её новым предводителем. В 1981 году Луис публично заявил, что возродил НИ. Луис Фаррахан путешествовал по всей Америке, выступая в разных городах и набирая новых сторонников, особенно среди молодых чернокожих студентов. Также Луис восстановил первоначальные храмы, принадлежащие НИ, такие как, например, национальный второй храм в Чикаго, штат Иллинойс. В настоящее время существует более 130 храмов НИ по всему миру.
В 1995 году НИ организовала Марш миллиона чёрных мужчин для содействия единству афроамериканского общества и распространения семейных ценностей. Количество прибывших на марш колеблется, по оценкам разных источников, от 400 000 до 1 100 000 человек. НИ создала поликлинику для больных СПИДом в Вашингтоне. Организация работала над возвращением к нормальной жизни членов банд в Лос-Анджелесе, продолжая одновременно улучшать экономическое положение чёрного населения США и способствовать реформе афроамериканской общины в соответствии с её традиционными целями.

### XXI век
В начале XXI века количество членов организации НИ оценивалось от 10 000 до 50 000 человек, хотя речи Фаррахана привлекали гораздо большее количество людей. Под руководством Фаррахана НИ стала одним из самых быстро растущих политических движений в стране. Филиалы НИ были сформированы также в Гане, Лондоне, Париже и Карибских островах. В целях укрепления международного влияния Фаррахан установил дипломатические отношения со многими мусульманскими странами, в частности с ливийским президентом Муаммаром Каддафи. После клинической смерти в 2000 году в результате осложнений от рака Фаррахан смягчил свою тактику расовой риторики, чтобы сблизиться с другими представителями национальных меньшинств, таких как коренные американцы, латиноамериканцы и азиаты, а также с ортодоксальным исламом суннитского толка.

## Идеология

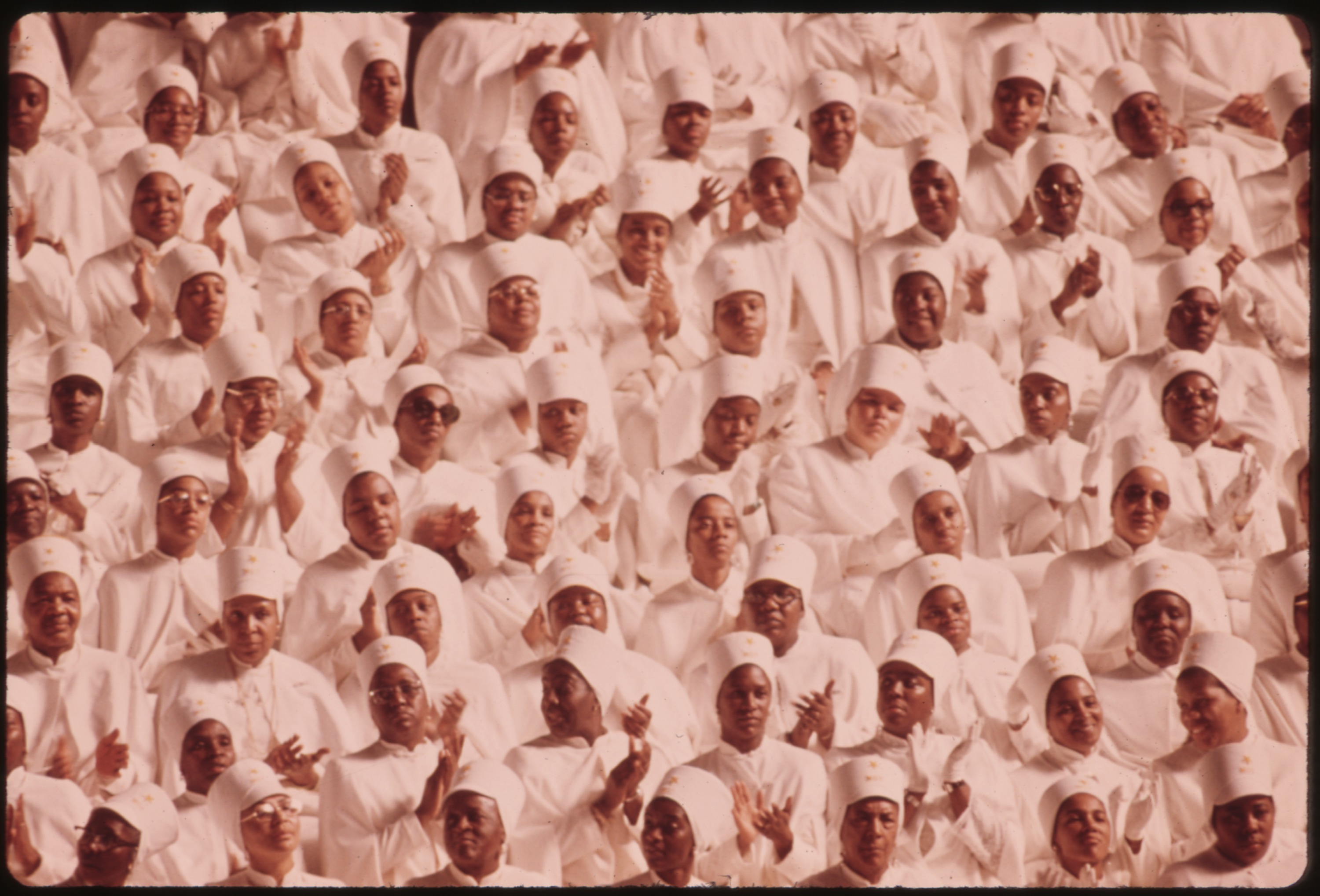
Характерная одежда, которую носят последовательницы НИ, основанная на дресс-коде исламской женщины. Костюмы как правило белые, а шея открытая

«Нация ислама» проповедует соблюдение пяти столпов исламской веры, хотя соблюдать 3 из них не обязательно, в отличие от традиционного ислама. Также она учит морали, взаимному уважению и правильному образу жизни, в том числе и правильному дресс-коду. Призывает вести здоровый образ жизни, соблюдать диету, заниматься физическими упражнениями, не употреблять алкоголь, свинину, наркотики и табак, чтобы противопоставлять себя «демонической белой расе», чьё общество базируется на алчности, жестокости и шовинизме. В частности, Элайджа Мухаммед придал фасольному пирогу статус национальной пищи НИ и призвал её членов потреблять пирог как достояние афроамериканской кухни. Фасольные пироги можно часто встретить на прилавках последователей НИ, которые изготавливаются для сбора средств для организации.
Также необходимо воздерживаться от внебрачного секса или секса с брачным партнёром ради удовольствия, если только это не касается выведения потомства. Аборты также категорически не рекомендуется делать, за исключением ситуации, когда жизнь будущей матери находится в опасности. Главная цель «Нации ислама» — вера в единого Бога — Аллаха, а также в то, что он появлялся в лице Фарда Мухаммеда, и что чёрная раса — истинная и первая раса людей, а также семя Авраама, и неграм суждено стать богоизбранным народом. «Нация ислама» учит также, что межрасовые браки являются запретными, о чём гласит 10 закон НИ. Всё это публиковалось организацией в книгах, документах и статьях. Также последователи НИ верят, что чёрное рабство было предсказано в книге Бытия (Быт. 15:13, 14).
Фард Мухаммед разделял человечество на 3 категории: 85 % глухих, немых и слепых людей, которые не способны править обществом и стремятся держаться вместе; 10 % людей-манипуляторов, которые правят миром и управляют 85 % людей через их невежество и своё умение использовать идеологические и религиозные доктрины, и 5 % праведных людей, которые не попадают под влияние правителей и идеологов и ведут вечную борьбу за свободу мыслей и общества.
Во времена правления Малькольма Икса он декларировал идею расового превосходства чёрных людей, ставших, однако, жертвой классовой дискриминации:

На самом деле белые люди знают, что они уступают чёрным. Даже сенатор Джеймс знает это. Любой, кто изучал биологию и генетику, знает, что белый цвет кожи является рецессивным, а чёрный — доминантным. Вся американская экономика основана на превосходстве белых. Даже религиозная философия, в сущности, интерпретирует превосходство белых; белый Иисус, белые богородицы, белые ангелы, белое всё, но Дьявол чёрный, конечно. Политическая основа «Дяди Сэма» базируется на политическом превосходстве белых, отводя небелых второго сорта. Само собой, современная философия также базируется на строгом превосходстве белой расы, и система образования увековечивает превосходство белой расы.

## Доктрина
Согласно идеологии «Нации ислама», Земля и Луна когда-то были похожи, и Земле уже более 76 триллионов лет. А суша на ней называлась Азия. «Чёрные» люди являются самыми первыми людьми на земле, которых создал Бог, от чёрного человека же произошли все белые, коричневые, красные и жёлтые народы на земле.
Во время интервью с прессой на канале NBC Луис Фаррахан, лидер организации, дал ответ на вопрос о проблемах учениях «Нации ислама»:
Вы знаете, не так уж невероятно мнение, что белые люди, которые генетически не могут произвести желтых, коричневых или чёрных людей, имеют «чёрные» корни. Учёные подтверждают, что человечество зародилось в Африке и что прародитель человека был чёрным. Коран говорит, что Бог создал Адама из чёрной грязи и слепил из неё форму. Поэтому если белые люди произошли от первых людей, то есть чёрных, то каков процесс вашего возникновения? Это не глупый вопрос. Это научный вопрос, который подразумевает научный ответ. Это не означает, что мы выше или что вы хуже. Это предполагает, однако, что вы произошли от чёрной расы: превосходство и неполноценность определяется праведностью, а не цветом кожи.
Также пресса задала вопрос, как относится Луис Фаррахан к идее Элайджи Мухаммеда о том, что белые люди являются «голубоглазыми дьяволами». Фаррахан ответил:
Ну, вы не были святыми, как вы действовали по отношению к тёмным народам, даже к своим людям. Но, по правде говоря, любая цивилизация, которая совершает большие злодеяния, может считаться Дьяволом. В Библии описывается падение Вавилона, и он пал, потому, что стал новым жилищем для бесов. Мы считаем, что древний Вавилон является символом современного Вавилона, который олицетворяет современную Америку.

### Древние кланы
66 триллионов лет назад на Земле обитали 13 развитых чёрных кланов, чей уровень развития технологий значительно превосходил сегодняшние. Учёный, представитель одного из клана, был изгнан оттуда и в знак мести взорвал Землю, отколов от неё целый кусок, который в результате стал Луной, после катастрофы 12 из 13 кланов исчезли, остался только клан «Шабазз», который сначала отправился жить в богатые долины Нила в Египте, основав там древнюю цивилизацию и в конечном счёте переехал в аравийский полуостров, основав там священный город Мекку. Как утверждал Малькольм Икс в своей речи в 1962 году, истинные «чёрные» люди имели тёмную, как ночь нежную кожу и «чёрные» прямые шёлковые волосы, однако учёный по имени Шабазз, чьё имя созвучно с именем клана, предложил освоить центральные регионы Африки, с чем не согласились другие учёные из клана. В результате учёный вместе со своей семьёй отправился жить в джунгли Африки, из-за суровой жизни и климата кожа их потомков огрубела, а волосы закурчавились. Сам Малькольм отмечал, что в Африке, хоть мало, но всё ещё есть негры, у которых прямые волосы. В 4084 году до нашей эры злой гений, учёный и из племени Шабазз по имени Якуб возжелал заполучить власть в свои руки, путём создания лже-людей и собрав 59,999 последователей — истинных чёрных, отправился жить на остров Патмос, где в течение столетий убивали самых тёмных младенцев, и таким образом через 600 лет была выведена белая раса или точнее евреи, которые стали родоначальниками остальных белых людей, и начали вытеснять истинных чёрных людей из развитых цивилизаций, тем самым начав эру господства белых людей. При этом среди белых людей и особенно евреев Якуб широко почитается в лице пророка Иакова.
Новая раса Якуба приобрела такие качества, как обман, чтобы разделять и властвовать, алчность и шовинизм.

### Колёса Иезекииля
Элайджа Мухаммед также проповедовал, что НЛО в форме плоских тарелок — это ничто иное, как колёса пророка Иезекииля, которые были построены на острове «Ниппон», известном сегодня как Япония. В то время потребовались средства, соразмерные с 15 миллиардами долларов, чтобы возвести колёса. Америка пока не знает, какой металл требуется для постройки колеса. Благодаря своей форме колесо может разгоняться до тысячи миль в час. Существует большое колесо, или «материнское колесо», соразмерное с маленькой планетой и более 1500 мелких колёс, которые расположены друг от друга на расстоянии в полумили. Каждое колесо имеет 3 бомбы. По словам Элайджи, колёса предназначены для того, чтобы изменять формы гор на земле. А мощь материнского колеса настолько велика, что только звуком может разрушать дома.

## Религия
Идеология «Нации ислама» базируется на 13 столпах, за основу которых были взяты основные законы ислама:
1. Вера в Единого Бога, чьё истинное имя — Аллах.
2. Вера во всех пророков священного Корана и Библии.
3. Вера в истинность священного Корана.
4. Вера в пророков Аллаха и священные писания, которые они принесли людям.
5. Вера в ментальное воскрешение (англ. mental resurrection), темнокожие воскреснут первыми, при этом народ, который когда-то был избран Аллахом (евреи), будет отвергнут им, а новыми избранными станут «чёрные». Также все праведные будут воскрешены.
6. Вера в Страшный Суд, который начнётся в США.
7. Вера в то, что чёрная нация должна полностью освободиться от господства белых американцев, от имён, данных им белыми людьми, имён, которые связаны с белым хозяином и чёрным рабом. Все «чёрные» люди будут иметь собственные имена, не связанные с европейскими.
8. Вера в справедливость и правосудие всех людей на Земле, в национальное равенство; статус освобождённого раба перед бывшим хозяином не является равенством.
9. Вера в то, что политика интеграции является лицемерием и попыткой уничтожить самобытность чёрного народа, их дух равенства и дружбы, так как чёрной нации предстоит начать новую историю Америки. Если белый человек исповедует дружбу с чёрным, он может доказать свою истинность в том случае, если поддерживает идею о полном равноправии белых и чёрных народов в США.
10. Вера в то, что братья мусульмане будут исповедовать праведный ислам и не будут участвовать в войнах, которые уносят жизни людей. Однако Америка должна выделить участок земли для братьев мусульман.
11. Вера в то, что женщину нужно уважать и защищать так же, как её защищают представители других национальностей.
12. Вера в то, что Аллах появился в лице Фарда Мухаммеда (основателя организации НИ) в июле 1930 года, и он же является долгожданной мессией христиан и Махди для мусульман.
13. Вера в то, что нет Бога, кроме Аллаха, и однажды он создаст мультикультурное государство, где все нации будут жить в мире.

## Сходство и отличия от традиционного ислама

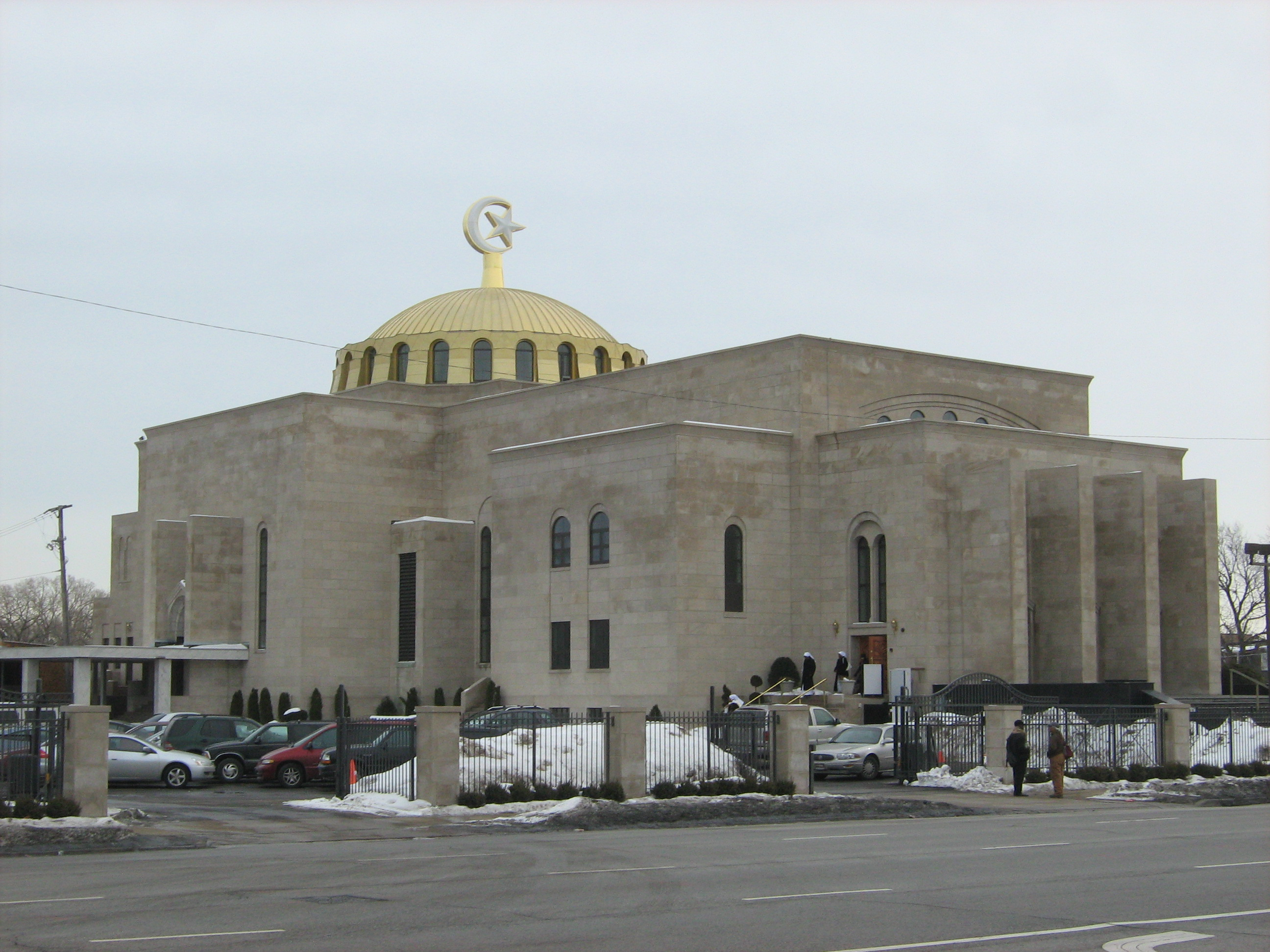
Мечеть Марьям (Чикаго), или храм ислама — одна из главных святынь «Нации ислама», Чикаго

Несмотря на то, что за основу религии был взят ислам, в религии «Нации ислама» существуют значительные различия и нововведения, в отличие от традиционного ислама, частично соблюдаются 5 основных столпов Ислама:
1. Вера в единого Бога — Аллаха (последователи НИ верят, что Уоллес Фард, основоположник НИ, был Аллахом)[33].
2. Совершение пятикратного намаза ежедневно (последователи НИ не считают обязательным соблюдения намаза, упираясь на то, что достаточно принять Ислам и верить в Аллаха)[34].
3. Соблюдение исламского поста Рамадан (последователи НИ также не считают обязательным соблюдение поста).
4. Соблюдение закята.
5. Хадж, или совершение паломничество в Мекку (последователи НИ не считают обязательным совершать паломничество).

В мечетях представителей "Нации ислама" находятся лекционные залы, места для молящихся, разделённые на мужские и женские с двух сторон и молитвенный зал, известный как «мусалла».
В отличие от традиционного ислама, где считается, что Мухаммед был последним посланником Бога, последователи «Нации ислама» верят, что Аллах явился им в образе Фарда Мухаммеда, их основателя, а Элайджа Мухаммед был его последним пророком. Последователи «Нации ислама» называют основателя «Мастером Фардом Мухаммедом». В своей вере они основываются на аяте из Корана (10:47), где говорится, что у каждого народа есть свой посланник.
Также, если традиционный ислам опирается прежде всего на единобожие и не делает различия между людьми, приписывая им одинаковую роль рабов Божьих, то согласно идеологии «Нации ислама», первой и истинной нацией на Земле была «чёрная раса», а белые люди — создание безумного учёного Якуба и недостойны размножения. Традиционный ислам не говорит о роли пророка Якуба как злого мага и Колёсах Иесекиля, как о нововведении «Нации ислама». Отличается полностью и доктрина мироздания: так, если согласно Корану мир был создан Аллахом в нынешнем виде за 6 дней, то согласно учениям Элайджа Мухаммед, Земля и Луна существуют десятки триллионов лет и вначале были похожи друг на друга. Ещё одно нововведение НИ — теория о существовании 13 древних чёрных племён, которые создали древние цивилизации, в том числе и египетскую, и возвели Мекку.

## Пекарня

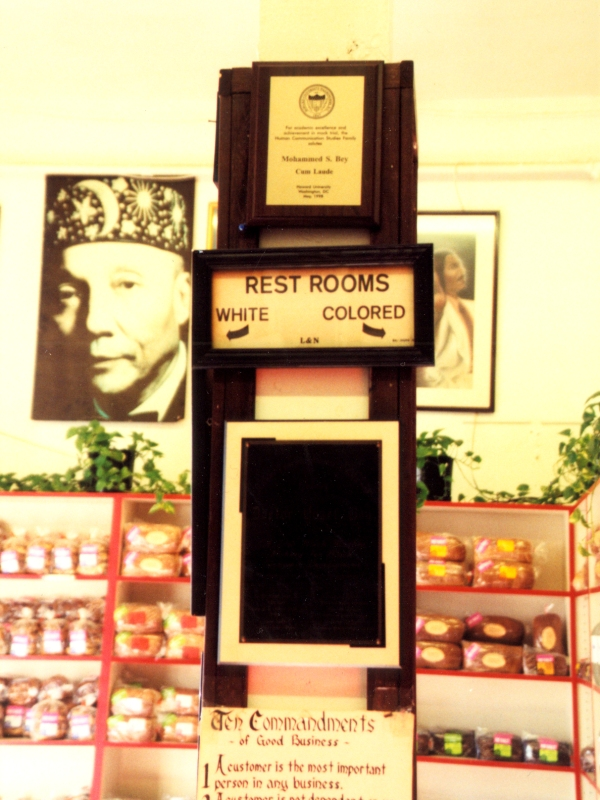
«Пекарня чёрного мусульманина», Калифорния. Слева портрет Элайджи Мухаммеда

«Твоя пекарня чёрного мусульманина» (англ. Your Black Muslim Bakery) или просто «ПЧМ» была основала Юзуфом Беем, последователем НИ, как сопутствующая организации «Нации ислама», но и одновременно независимая. Перед тем, как вступить в НИ, Бей открыл собственные салоны красоты и косметологии в южной Калифорнии. В 1968 году пекарня впервые открылась в Санте-Барбаре (штат Калифорния) как первый шаг к афроамериканской экономической независимости. Хлебобулочные изделия приготавливались в соответствии с нормами, предписанными Кораном, то есть никакого рафинированного сахара и консервантов, однако не соответствовали некоторым моментам, приписанных в книге «Как жить и есть» Элайджи Мухаммеда, где он указывал, что кокосовые и прочие орехи считаются непригодными для человека. По словам основателя пекарни, он получил рекомендации от своего духовного наставника Элайджи Мухаммеда. В 1971 году пекарня переехала в Окленд. В 1974 году пекарня «ПЧМ» считалась самой крупной в США, которая занималась созданием исключительно натуральных продуктов питания, продавая за неделю 6000 буханок хлеба и более 300 тортов в 150 магазинах.
В середине 1980-х годов основатель пекарни Юзуф Бей стал регулярно появляться на лекционной программе на телевидении, после решения, что часовые проповеди Бея будут показываться каждую неделю. В программе Бей призывал покупать булочные изделия пекарни «ПЧМ», тем самым способствуя развитию экономической самостоятельности американских негров, которых в своих проповедях Бей указывал как «истинных людей», вёл пропаганду расовой доктрины НИ и роли Якуба в ней.
В 1990-х годах булочная «ПЧМ» и её руководители играли важную социальную и политическую роль в Окленде, тем самым влияя на местные выборы и избегая контроля со стороны полиции. После смерти Бея в 2003 году пекарня повязла в долгах и объявила о банкротстве в 2006 году. В августе 2007 года в связи с расследованием убийства Чонси Бейли и ряда других преступлений, совершённых на расовой почве, полиция провела массовый рейд на пекарню в Сан-Пабло, что привело к закрытию пекарни
В 2007 году пекарня располагала штаб-квартирой в Сан-Пабло-5832-авеню и пятью филиалами в округе Аламеда..

## Пресса

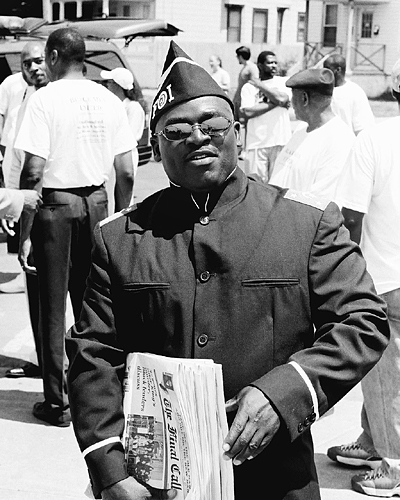
Член ПИ, подразделения НИ продаёт газету, специально выпускаемую организацией

«Нация ислама» публикует регулярно газету в Чикаго, в первую очередь адресованную чернокожему населению в Америке. Также в каждом номере публикуется так называемая мусульманская программа НИ.
Журналисты НИ часто затрагивали такие темы, как убийство Джона Кеннеди, заговор ЦРУ с целью нарушить порядок в Ливии. Харольд Мухаммед, священник храма НИ в Новом Орлеане, написал в газете, что СПИД — это не что иное, как техногенная болезнь, разработанная США для интенсивного уничтожения чернокожих.

## Видео
Организация выпустила ряд пропагандистских фильмов антиамериканской и антисемитской тематики: Заговор международных банкиров (англ. Conspiracy of the International Bankers), Заговор правительства США (англ. Conspiracy of the U.S. Governmen), Споры с Евреями (англ. Controversy with Jews), Какой ты выберешь, флаг Ислама или Америки? (англ. Which One Will You Choose, the Flag of Islam or the Flag of America?)
В одном из видео Фарракхан утверждает, что взрыв башен-близнецов был спланирован США, чтобы развязать войну и провести трубопровод с нефтью из Афганистана, акционером-держателем которого является Дик Чейни.

## НИ и ислам
В то время, как «Нация ислама» позиционирует себя как исламское движение, все исламские организации дистанцировались от организации, из-за сильного искажения вероучений ислама. 7 марта 1998 года Совет улемов итальянской мусульманской ассоциации (AMI) издал фетву против «Нации ислама».

## НИ и исламские страны
Многие политические деятели мусульманских стран симпатизировали организации «Нации ислама» как потенциальному противнику американского государства. Организация НИ получала серьёзную поддержку со стороны властей Ливии, в частности Каддафи выделил организации 5 миллионов $ для погашения кредитов, налогов, зарплаты и 3 миллиона для покупки роскошной штаб-квартиры для НИ в южной части Чикаго. Ливия долгое время направляла средства через банк BCCI, расположенный в Канаде, финансируя ливийский фронт разведки в Вашингтоне, который, в свою очередь, финансировал поездку членов НИ в Триполи и прочих американских радикалов, что в результате привело к расследованиям канадским парламентом и преследованиям прокуратурой США в северной Вирджинии. Так как был нарушен закон, принятый тогдашним президентом США Рональдом Рейганом, запрещающий американцам путешествовать по Ливии, после того, как стало известно, что страна была причастна к террористическим актам в Европе. На собраниях проводились обучающие семинары по обращению с оружием и взрывчатыми веществами. Ливийское государство выделило $ 250.000 на расходы при поездке членов НИ, а также на организацию демонстраций в поддержку Каддафи, в которой члены НИ играли ведущую роль.
В 1994 году лидер НИ посетил Судан, город Хартум, где он лично встретился с генералом Омаром Хасаном Ахмедом аль-Баширом, главой суданского государства, и Хасаном аль-Тураби, который возглавлял правящую партию Судана.
Помощник Фаррахана, Халид Абдул Мухаммед в 1995 году принял участие во встрече с шейхом Хизбаллы Наим Касем, который через переводчика передал свои приветствия.
В 1996 году Луис Фаррахан посещал Иран, Ирак и снова Ливию, и на этот раз Каддафи выделил ему миллиард долларов. Фаррахан настаивал, что не будет такими средствами вооружать своих последователей, несмотря на то, что ранее утверждал: Аллах уничтожит США руками мусульман. Полный текст, высказанный лидером НИ, звучит так:

Бог не дал честь Японии и Европе свергнуть США, но дарует эту честь мусульманам.

Каддафи продолжал выделять деньги для НИ, вплоть до своего свержения в 2011 году. Как утверждал сам Фаррахан:

Это были не деньги, а принципы, сделавшие меня его братом.

## Антисемитизм
«Нация ислама» возникла в конце XX века стала центром афроамериканского антисемитизма. В серии громких заявлений её лидеры распространяли мифы о еврейском контроле над СМИ, склонности к ростовщичеству и расистском поведении евреев. Ещё в 1950-х годах представители организованной еврейской общины не воспринимали НИ в качестве угрозы евреям. В конфиденциальной записке, написанной в ответ на статью журнала Time от 10 августа 1959 года, в которой говорилось, что НИ является антисемитской организацией, сотрудник Антидиффамационной лиги Арнольд Форстер отрицал «в недвусмысленных выражениях», что есть какие-либо веские доказательства определённого антисемитизма в движении Элайджи Мухаммеда. Общая враждебность НИ по отношению к «белым» направлена и на евреев.
К середине 1960-х годов лидер НИ Малкольм Икс и другие члены группы включили в свою критику белой Америки язвительные нападки на евреев. По мере того, как набирало силу движение Black Power, антисемитская риторика ораторов НИ усиливалась. Малкольм Икс отступил от некоторых своих антисемитских взглядов после паломничества в Мекку, но после его убийства в 1965 году и последующего возвышения Луиса Фаррахана антисемитская направленность группы возродилась.
В начале 1970-х годов, после кризиса внутри движения за гражданские права, в некоторых чернокожих экстремистских публикациях появился тезис, согласно которому евреи играли доминирующую роль в торговле чернокожими. Лидер «Нации ислама» Луис Фаррахан использовал его с середины 1980-х годов.
В 1970-х и 1980-х годах НИ привлекла ряд выдающихся ораторов, включая Халида Мухаммеда, антисемитские высказывания которого на выступления в кампусе колледжа вызвали национальный резонанс. НИ смягчила свою публичную позицию в 1990-х годах, поскольку она стремилась получить более широкую поддержки, которая достигла кульминации в 1995 году, когда Фаррахан организовал Марш миллиона в Вашингтоне, округ Колумбия.
В октябре 1991 года «Департамент исторических исследований» «Нации ислама» опубликовал книгу под названием «Тайные взаимоотношения между чёрными и евреями», в которой евреи обвиняются в доминировании в работорговле, а также в том, что они стояли у истоков торговли опиумом и развития проституции в США и в создании в Талмуде легенды о «проклятии Хама», которая стала идеологической основой работорговли. В этой книге получили развитие идеи брошюры 1968 года.
«Нация ислама» не раз отрицала многочисленные обвинения в антисемитизме. Лидер организации Луис Фаррахан заявил однажды, что Антидиффамационная лига использует термин «антисемитизм», чтобы задушить любую критику сионизма и сионистской политики государства Израиль, а также критику отношения евреев к остальным народам. Однако ранее Фаррахан делал иные высказывания в адрес евреев:
Евреи в полной мере связаны с величайшим преступлением, когда-либо предпринимавшимся против человечества — африканским Холокостом… Кто правит нашим чёрным обществом? Так называемые евреи… Кто сосёт нашу кровь чёрного общества? Белый самозванец араб и белый самозванец еврей… Это лживые евреи содействуют созданию «грязи» в Голливуде, чтобы посеять их по всему миру всем народам и привести прежде всего в упадок вашу моральную силу… Эти нечистые евреи, лживые евреи продвигают лесбиянство, гомосексуализм… Сюда приезжают евреи и называют меня Гитлером. Но только так вы можете сравнивать меня с Гитлером, который поднял свой народ из пепла Первой мировой войны, я же стремлюсь поднять своих людей из пепла рабства.
Профессор Девид Лейнвебер из университета Эмори утверждает, что «Нация ислама» занимается пропагандой ревизионистской и антисемитской интерпретации Холокоста и преувеличивает роль евреев в трансатлантической работорговле. Лайнвебер и другие специалисты также опираются на оригинальные заявления Фаррахана. Министр здравоохранения «Нации ислама» Мухаммед Абдул Алим обвинил еврейских врачей в намеренной инъекции неграм вируса СПИДа.

## Влияние
Идеи «Тайных взаимоотношений» получили распространение в других странах, в особенности во Франции, где их популяризировали комедиант и антисемитский пропагандист Дьедонне Мбала Мбала, а также крайне правый мыслитель Ален Сораль, которые, как и Фаррахан, также отрицают Холокост. Они воспроизводят идею «глобального еврейского заговора», к которой обращается работа «Нации ислама».
Споры по поводу пропагандистских фильмов НИ начались 15 июня 2011 года, когда по инициативе Питер Кинга, председателя Комитета палаты по национальной безопасности, состоялось слушание на тему «Угроза американо-мусульманской радикализации в американских тюрьмах». В ходе слушаний бывший директор тюрем Харли Лаппин утверждал, что под влиянием пропагандистских фильмов, в том числе созданных НИ, многие заключённые становились радикальными во взглядах. Свидетельством этому является тот факт, что были подготовлены террористические нападения на военные объекты в Сиэтле. Преступники ранее сидели в тюрьме, где приняли ислам.
В июле 2011 года представитель Франка Вольфа обеспокоился тем, что под влиянием речей Фаррахана заключённые становились всё более агрессивными и радикальными, и попросил Томаса Кэйна, исполняющего обязанности директора тюрем, изъять весь материал, связанный с НИ, и сделать аудит на все остальные исламские тексты и проповеди, доступные для чтения в тюрьме.

## Известные члены
- Элайджа Мухаммад
- Малколм Икс
- Мохаммед Али
- Айс Кьюб
- Карим Абдул-Джаббар
- Rakim[63]
- Busta Rhymes
- Snoop Dogg